# طرف علوي لعظم العضد
الطرف العلوي من عظم العضد (بالإنجليزية: proximal extremity of the humerus)‏ أو (بالإنجليزية: upper extremity of the humerus)‏ يرتبط مع عظم لوح الكتف، وهو يتكون من رأس العظمة الكبيرة وجزئين بارزين هما «الحديبة الصغيرة» و«الحديبة الكبيرة» ويتصل بعظم العضد عن طريق جزء مُتَضَيّق يسمى «العنق».

## رأس عظم العضد
رأس عظم العضد شكله نصف كروي تقريبا، ويتجه لأعلى، إلى الجهة الإنسية وإلى الخلف قليلا. يتمفصل مع التجويف الحقاني لعظم الكتف لتشكيل المفصل الحُقاني العضدي (مفصل الكتف). محيط السطح المفصلي منه ضيق قليلا ويُطلق عليه عنق العضد التشريحي، وذلك بخلاف عنق العضد الجراحي الذي يقع تحته في أسفل حديبتا العضد الكبيرة والصغيرة والذي هو في أكثر الأحيان عرضة للكسر. أما كسر عنق العضد التشريحي فنادراً ما يحدث.
عنق العضد التشريحي يتوجه بميل، ويشكل زاوية منفرجة مع جسم عظم العضد. أفضل علامة لتحديد موضعه هو النصف السفلي من محيطه، حيث يكون محيط العظم أسفله أكثر اتساعاً. في النصف العلوي من محيط عنق العضد التشريحي يوجد ثلم ضيق (أخدود) يفصل بين رأس عظم العضد عن الحديبتين: حديبة العضد الصغيرة وحديبة العضد الكبيرة.
يتيح عنق العضد التشريحي الاتصال بالمحفظة المفصلية لمفصل الكتف (المفصل الحُقّي العضدي)، وهو مثقب من قِبَل العديد من ثقوب الأوعية الدموية.
عنق العضد التشريحي هو أخدود بعيد عن رأس عظم العضد، تتعلق به المحفظة المفصلية، إلا أن كسر عنق العضد التشريحي نادراً ما يحدث.

## حديبة عظم العضد الكبيرة
الحديبة الكبيرة للعضد (بالإنجليزية: Greater tubercle)‏ تقع في الجانب الوحشي لرأس عظم العضد، وخلفي وحشي للحديبة الصغيرة للعضد. السطح الوحشي للحديبة الكبيرة محدب وخشن ومستمر مع السطح الوحشي للجسم. سطحها العلوي مستدير، وعليه ثلاثة انطباعات مستوية: أعلاهم ترتكز فيه العضلة فوق الشوكة، أدناهم بالإضافة لنحو 2.5 سم من جسم العظم أسفله، ترتكز فيه العضلة المدورة الصغيرة.

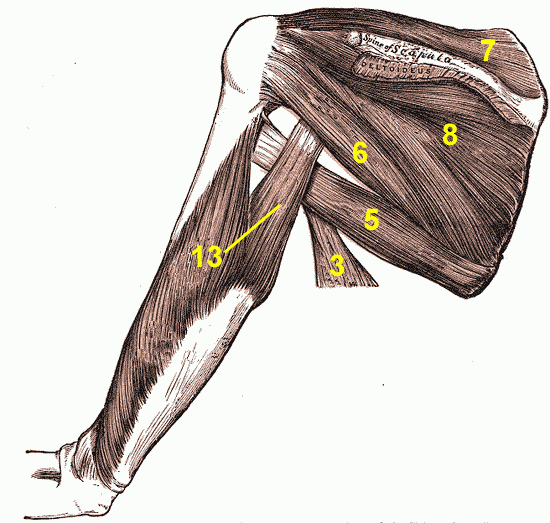

## حديبة عظم العضد الصغيرة
الحديبة الصغيرة للعضد (بالإنجليزية: Lesser tubercle)‏ تقع في المقدمة، وتتجه إنسياً وأمامياً. وهي أكثر بروزا من الحديبة الكبيرة للعضد على رغم صغرها. وتمثل انطباعاً من الأعلى ومن الأمام لارتكاز وتر عضلة تحت الكتف.

## الثلم بين حديبتي العضد
الثلم بين حديبتي العضد (بالإنجليزية: Intertubercular groove)‏ أو ثلم ذات الرأسين العضدي (بالإنجليزية: Bicipital groove)‏ هو ثلم (شق أو أخدود) عميق يفصل الحديبتان الكبيرة والصغيرة للعضدي عن بعضها البعض، ويبيت فيه الوتر الطويل للعضلة ذات الرأسين العضدية ما بين أوتار كل من العضلة الصدرية الكبيرة على الشفّة الوحشية والعضلة المدورة الكبيرة على الشفة الإنسية.
يمر خلالها الشريان المنعطف العضدي الأمامي (بالإنجليزية:  humeral anterior circumflex artery)‏ إلى المفصل الحُقي العضدي. وترتكز العضلة الظهرية العريضة على طول قاع الثلم. يجري الثلم بميل قليل إلى الأسفل وينتهي عند اتصال الثلث العلوى من عظم العضد والثلث الأوسط من العظم. يُشكّل الثلم بين حديبتي العضدي الجدار الوحشي للإبطين.
يتغطى الجزء العلوى من الثلم بطبقة رقيقة من الغضاريف، مُبَطّنة بامتداد من الغشاء الزليلي من مفصل الكتف، أما الجزء السفلي من الثلم فيرتكز فيه وتر العضلة الظهرية العريضة. أعلى الثلم غائر وضيق، ثم يتسع قليلاً نزولا لأسفل ويصبح ضحلاً وأقل عمقا. تسمى شفتا الثلم بعُرف الأحدوبة الكبيرة (لعظم العضد) وعُرف الأحدوبة الصغيرة، على الترتيب، ويُشكلا معاً الأجزاء العلوية من الحافة الأمامية الإنسية لجسم عظم العضد.

## عنق العضد الجراحي
عنق العضد الجراحي (بالإنجليزية: Surgical neck of the humerus)‏ هو تضيّق أسفل الحديبة الصغيرة للعضد والحديبة الكبيرة للعضد على الجزء البعيد من عظم العضد، وهو أكثر عرضة للكسر أكثر من عنق العضد التشريحي، ويتماس مع العصب الإبطي والشريان المنعطف العضدي الخلفي.

## صور

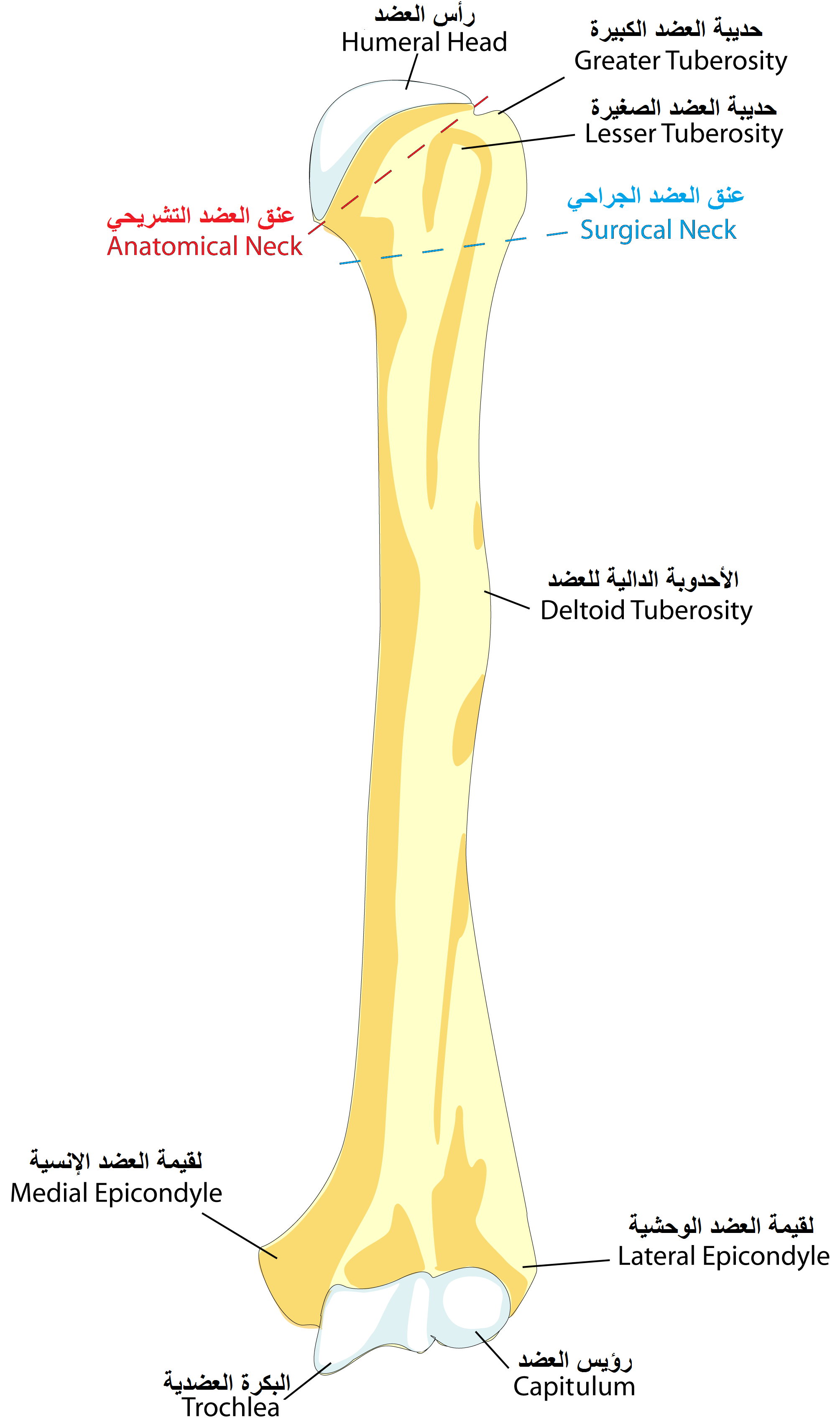
عظم العضد الأيسر وأسماء أجزائه.
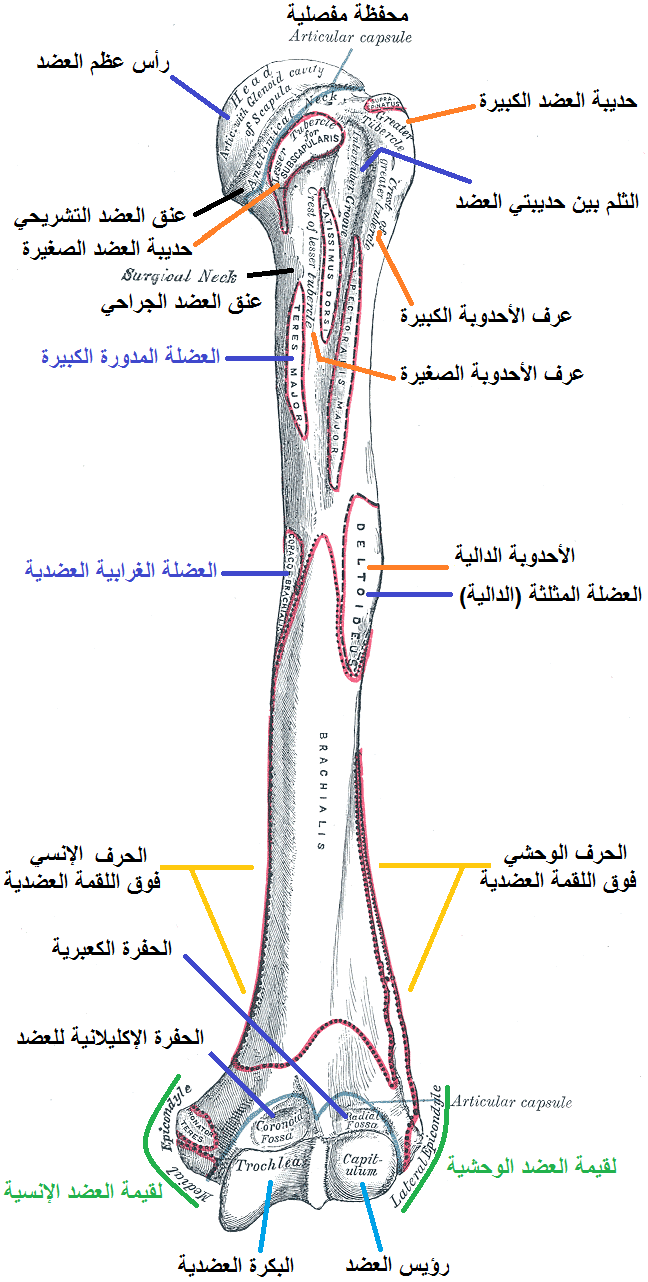
عظم العضد الأيسر. عرض أمامي.
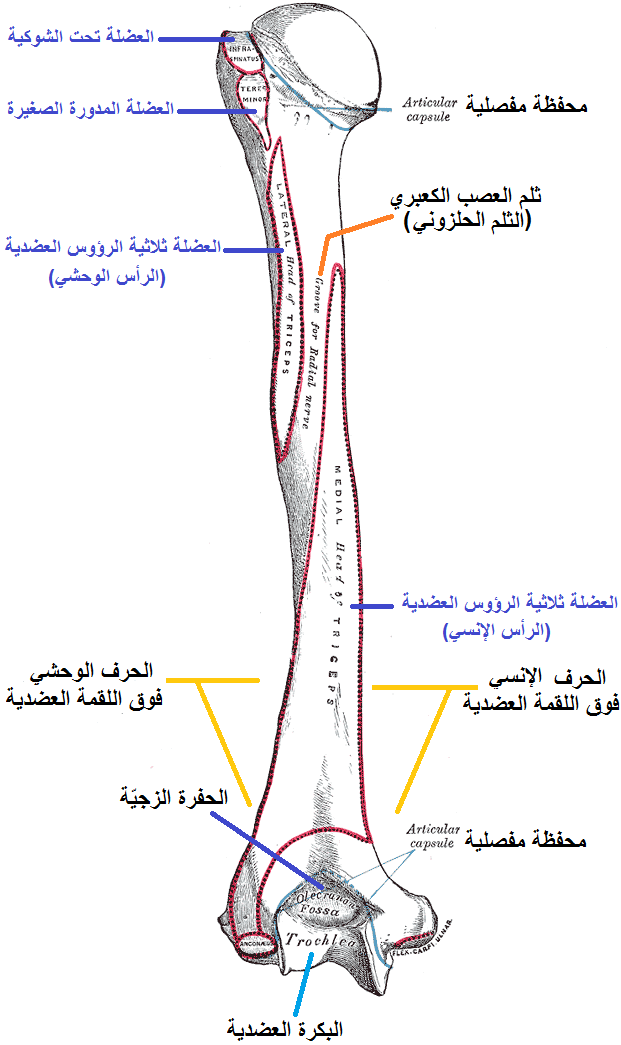
عظم العضد الأيسر. عرض من الخلف.
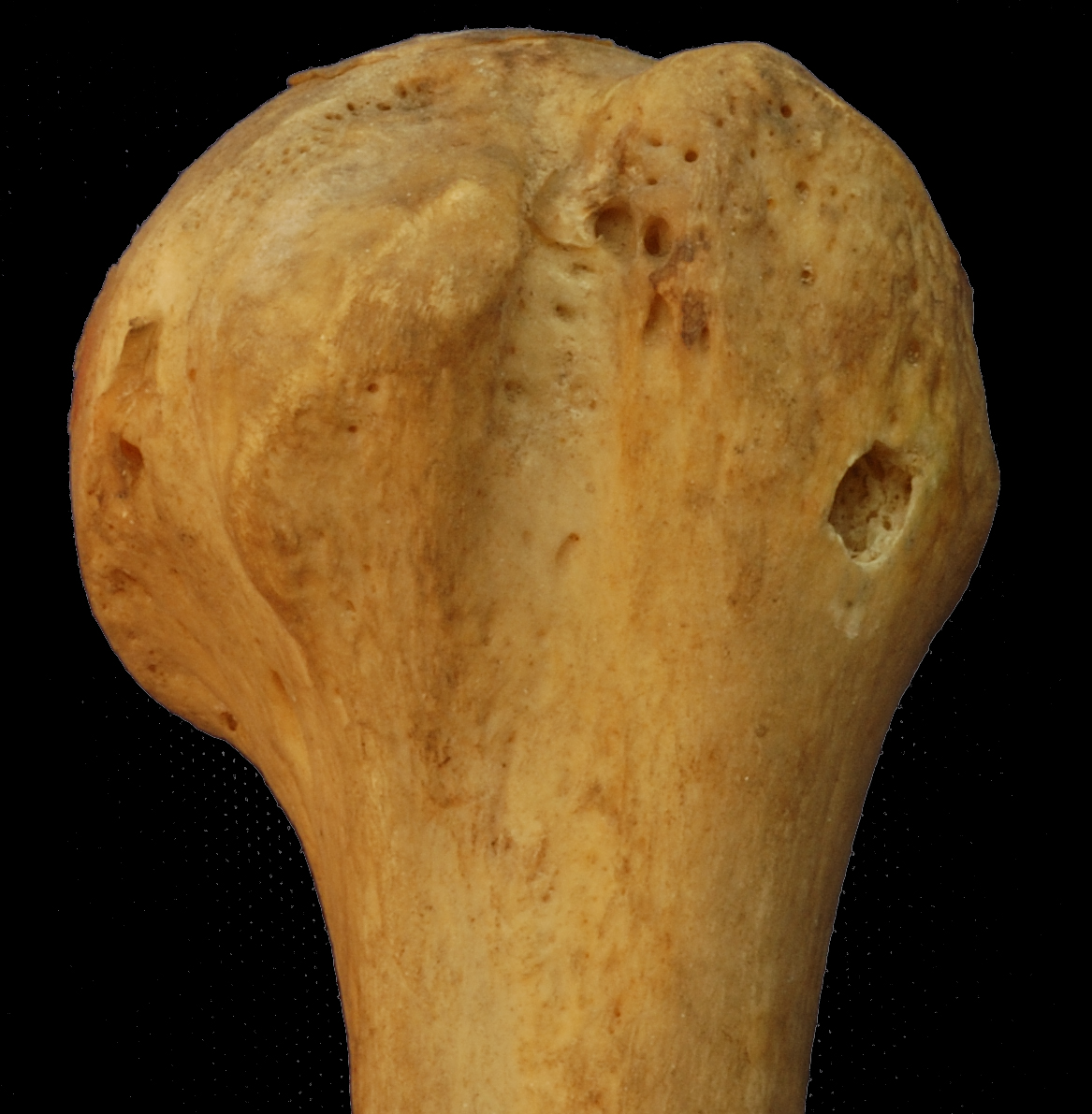
عظم العضد الأيسر. عرض أمامي وحشي.
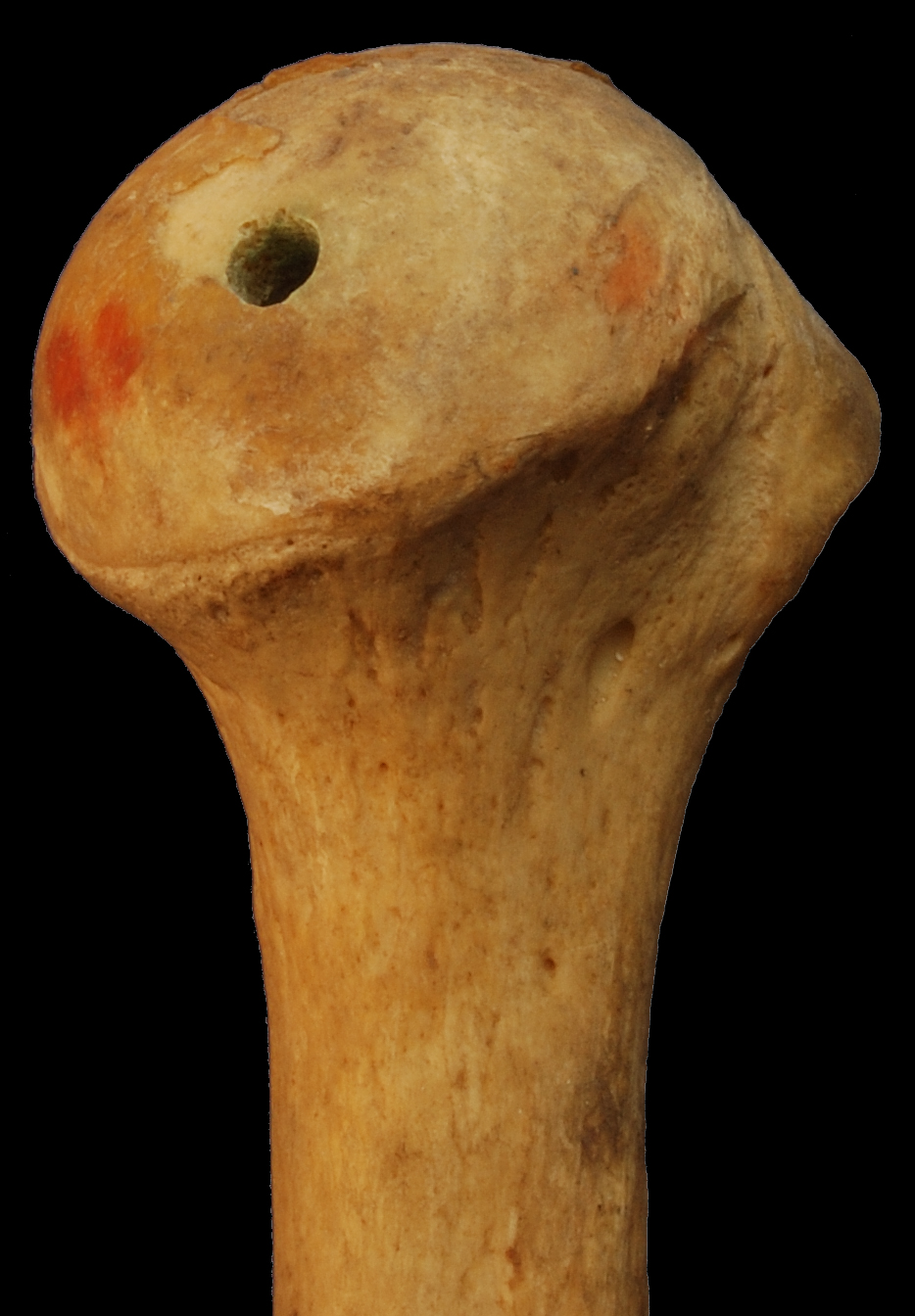
عظم العضد الأيسر. عرض من الجهة الإنسية.
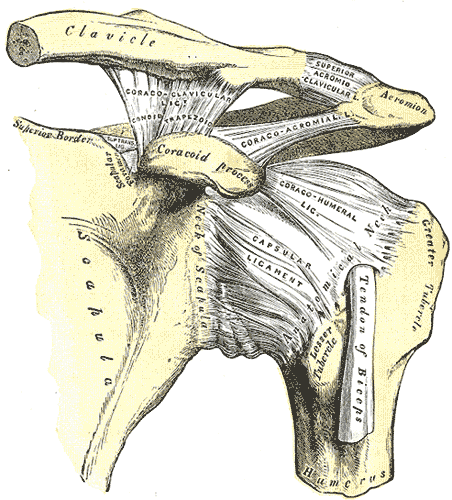
مكان ارتباط عظمة العضد مع لوح الكتف. الكتف الأيسر والمفصل الأخرمي الترقوي، وأربطة لوح الكتف.